# Parmena meregallii
Parmena meregallii är en skalbaggsart som beskrevs av Gianfranco Sama 1985. Parmena meregallii ingår i släktet Parmena och familjen långhorningar.
Artens utbredningsområde är Frankrike. Inga underarter finns listade i Catalogue of Life.